# 俄罗斯社会主义运动
俄罗斯社会主义运动（羅馬化：Rossiyskoye sotsialisticheskoye dvizheniye）是俄罗斯的一个已不存在的托洛茨基主义组织，由社会主义联盟“前进”、社会主义抵抗、社会主义青年联合会和彼得·阿列克谢耶夫抵抗运动于2011年3月7日合并而成。该组织致力于建设民主社会主义。该组织参与2021年俄罗斯反普京示威，提出的主要政治口号是“争取没有寡头的民主”。
该组织积极参与工会运动，支持独立工人协会，并在企业创建新的基层组织。该组织定期提名候选人参加各级选举，并解释说这是在社会上传播运动思想的机会。 2021年，该组织在国家杜马选举中支持米哈伊尔·洛巴诺夫，后者在反对派候选人中获得最多票数。
2024年4月5日，该组织被俄罗斯司法部认定为外国代理人；5月8日，该组织宣布停止活动并自行解散。